# Brookfield (Vermont)
Brookfield ist eine Town im Orange County des Bundesstaates Vermont in den Vereinigten Staaten mit 1244 Einwohnern (laut Volkszählung von 2020).

## Geografie

### Geografische Lage
Brookfield liegt im Westen des Orange Countys. Der Second Branch of White River fließt im östlichen Teil in nordsüdlicher Richtung mit diversen kleineren Zuflüssen durch die Town. Es gibt mehrere Seen in Brookfield. Eine Pontonbrücke trägt die Vermont State Route 65 über den Sunset Lake. Westlich des Sunset Lakes liegen der North Pond und der South Pond, nördlich von diesen, im Nordwesten der Town, befinden sich der Lamson Pond und der Baker Pond.  Das Gebiet der Town liegt auf einer Hochebene zwischen dem White und dem Winooski River und ist leicht hügelig. Die höchste Erhebung der Town ist der 619 m hohe Bear Hill.

### Nachbargemeinden
Alle Entfernungen sind als Luftlinien zwischen den offiziellen Koordinaten der Orte aus der Volkszählung 2010 angegeben.
- Norden: Williamstown, 5,8 km
- Osten: Chelsea, 16,5 km
- Süden: Randolph, 3,7 km
- Südwesten: Braintree, 13,7 km
- Westen: Roxbury, 16,0 km

### Stadtgliederung

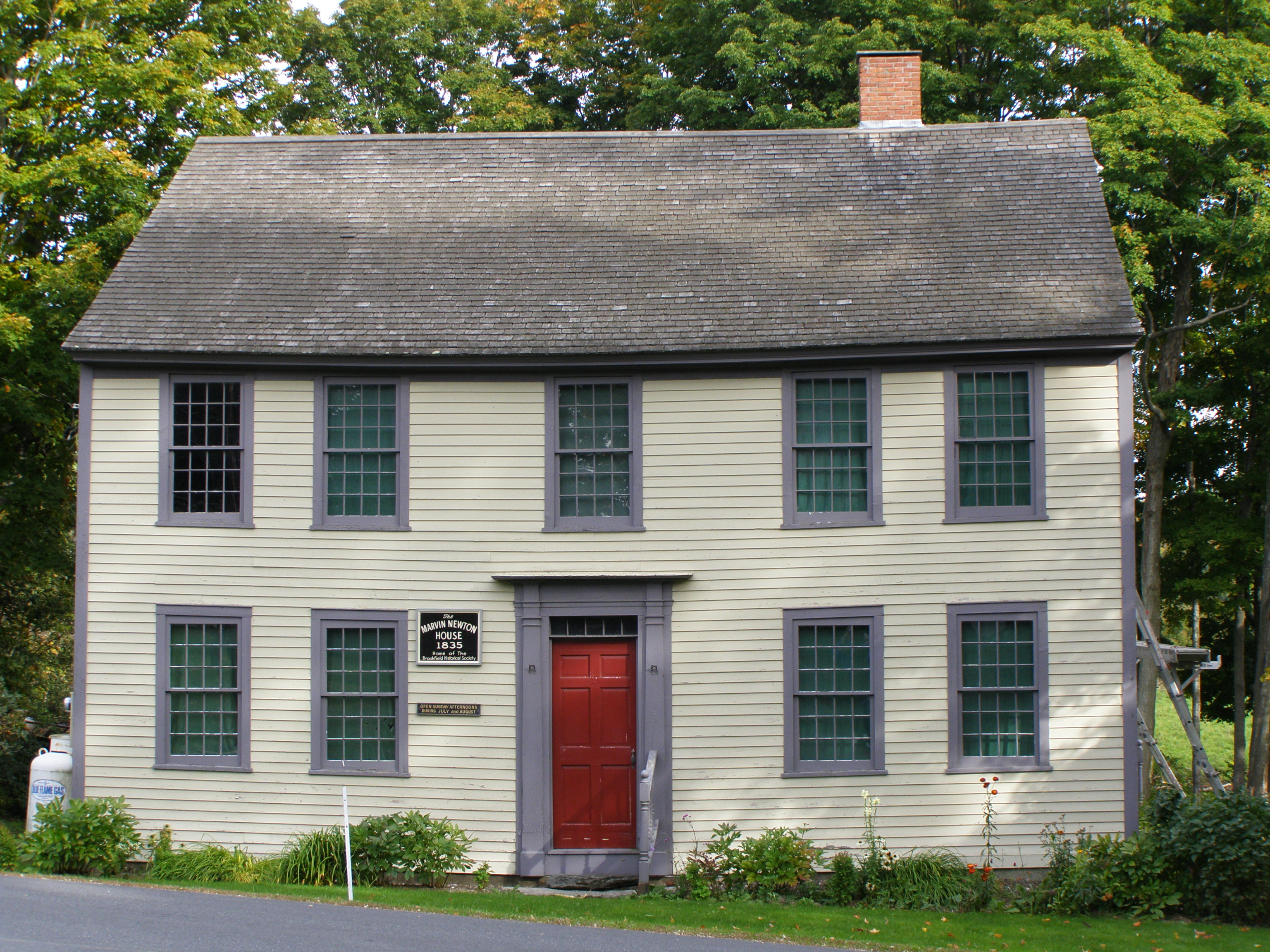
Marvin Newton House

Vier Siedlungsgebiete aus dem 19. Jahrhundert Pond Village, Brookfield Center, East Brookfield und West Brookfield gliedern auch heute die Town Brookfield. Kirchen, Geschäfte, Säge- und Schrotmühlen sowie Friedhöfe finden sich in diesen Siedlungsgebieten. Pond Village, East Brookfield und West Brookfield werden in der Vermont Division of Historic Preservation gelistet. Pond Village zusätzlich im National Register of Historic Places.

### Klima
Die mittlere Durchschnittstemperatur in Brookfield liegt zwischen −9,44 °C (15 °Fahrenheit) im Januar und 18,3 °C (65 °Fahrenheit) im Juli. Damit ist der Ort gegenüber dem langjährigen Mittel der USA um etwa 9 Grad kühler. Die Schneefälle zwischen Mitte Oktober und Mitte Mai liegen mit mehr als zwei Metern etwa doppelt so hoch wie die mittlere Schneehöhe in den USA. Die tägliche Sonnenscheindauer liegt am unteren Rand des Wertespektrums der USA, zwischen September und Mitte Dezember sogar deutlich darunter.

## Geschichte
Der Grant für Brookfield wurde am 6. November 1780 ausgerufen, den Grant bekamen Phinehas Lyman und weitere. Dies wurde am 5. August 1781 bestätigt. Die Besiedlung der Town startete 1779. Zu den ersten Siedlern gehörte Shubal Cross mit seiner Familie. Die ersten Siedler stammten aus Connecticut. Es ist nicht bekannt, wann die konstituierende Versammlung der Town stattgefunden hat, jedoch sahen die Bedingungen des Grants vor, dass ohne weiteren formalen Akt die Town gegründet werden konnte, wenn vier rechtskräftige Bewohner die Gründung beschlossen und die entsprechenden Funktionen der Verwaltung besetzt werden konnten. Die erste überlieferte Versammlung fand am 4. März 1785 im Haus von Peter Olcott, dem Friedensrichter von Brookfield, statt.

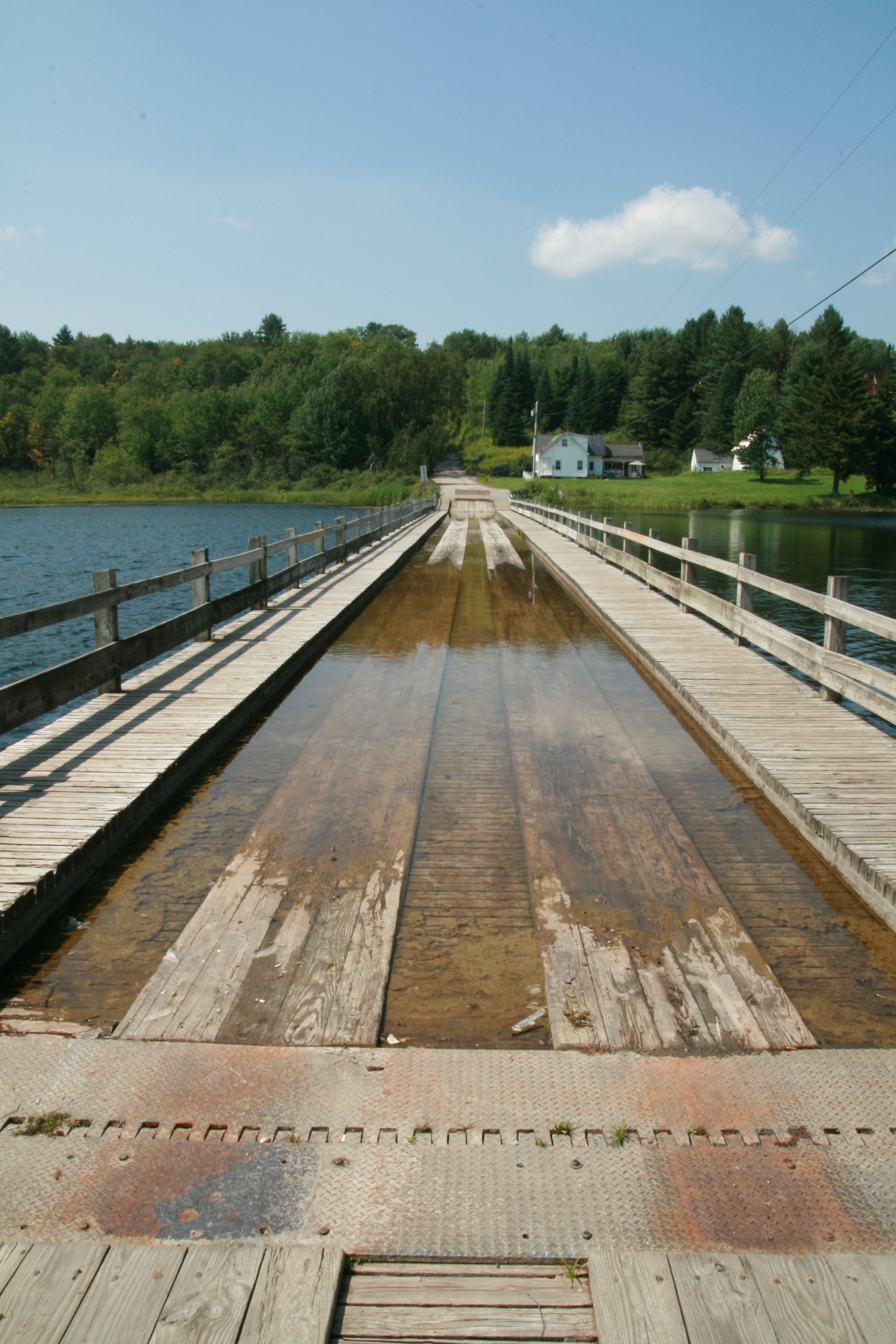
2008 geschlossene siebte Brücke

Seit 1820 führt eine Pontonbrücke über den Sunset Lake; über diese Brücke wird die Vermont State Route 65 über den See geleitet. Sie ist eine von nur drei Pontonbrücken in den Vereinigten Staaten. Die inzwischen achte Brücke wurde im Jahr 2015 eingeweiht, nachdem die siebte Brücke im Jahr 2008 stillgelegt wurde. Bei ihr waren nach 37 Jahren die Pontons aus Plastikfässern undicht geworden. Die neue Brücke besteht aus faserverstärktem Holz, mit Holzdeck und Geländer. Die erste Brücke wurde im Jahr 1820 gebaut, nachdem ein Bewohner der Town beim Versuch, den See auf dünnem Eis zu überqueren, ertrunken war.

### Einwohnerentwicklung
| Jahr      | 1700 | 1710 | 1720 | 1730 | 1740 | 1750 | 1760 | 1770 | 1780 | 1790 |
| --------- | ---- | ---- | ---- | ---- | ---- | ---- | ---- | ---- | ---- | ---- |
| Einwohner |      |      |      |      |      |      |      |      |      | 421  |
| Jahr      | 1800 | 1810 | 1820 | 1830 | 1840 | 1850 | 1860 | 1870 | 1880 | 1890 |
| Einwohner | 988  | 1384 | 1507 | 1677 | 1789 | 1672 | 1521 | 1269 | 1239 | 996  |
| Jahr      | 1900 | 1910 | 1920 | 1930 | 1940 | 1950 | 1960 | 1970 | 1980 | 1990 |
| Einwohner | 996  | 1008 | 860  | 761  | 808  | 762  | 597  | 606  | 959  | 1089 |
| Jahr      | 2000 | 2010 | 2020 | 2030 | 2040 | 2050 | 2060 | 2070 | 2080 | 2090 |
| Einwohner | 1222 | 1292 | 1244 |      |      |      |      |      |      |      |

## Kultur und Sehenswürdigkeiten

### Parks

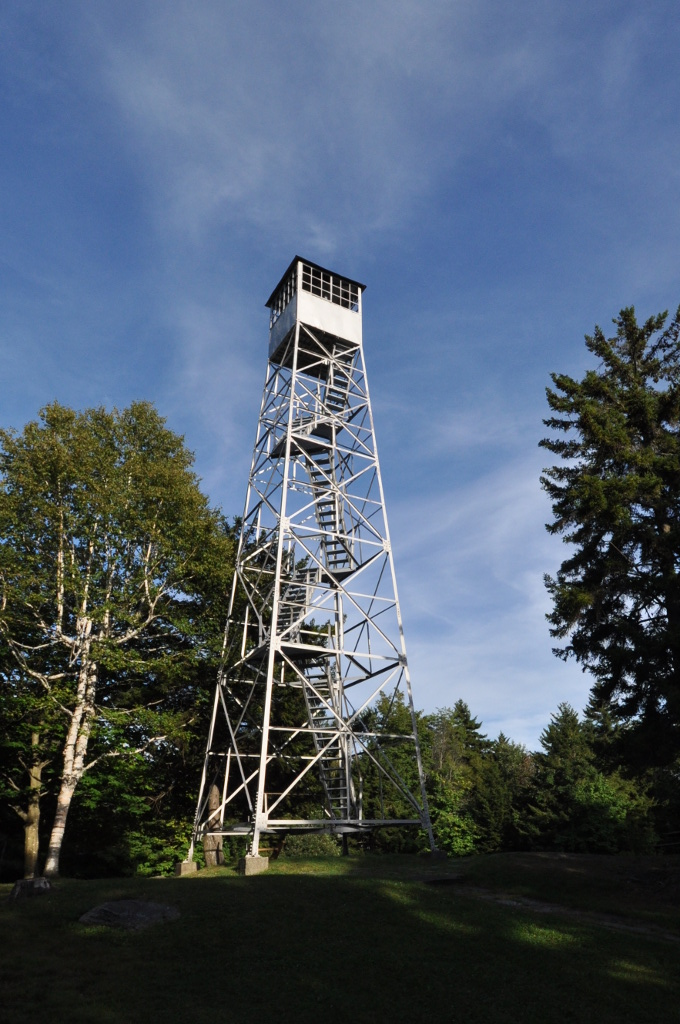
Aussichtsturm im Allis State Park

Auf dem Gebiet der Town befinden sich mehrere State Parks. Im Westen liegt der Allis State Park – benannt nach Wallace Allis, der seine Farm, die sich am Bear Mountain befand, dem Bundesstaat Vermont vermacht hatte. Bereits zuvor kamen viele Besucher, um die Aussicht vom Bear Mountain zu betrachten. Gegründet wurde der Allis State Park im Jahr 1928, als zweiter State Park von Vermont. Der Park wurde angelegt durch den Civilian Conservation Corps im Jahr 1932.
Der Ainsworth State Park liegt im Norden der Town. Ein Teil befindet sich in der angrenzenden Town Williamstown. Der Ainsworth State Park ist noch nicht ausgebaut worden. Im Südosten befindet sich der Town Forest von Brookfield.

## Wirtschaft und Infrastruktur

### Verkehr

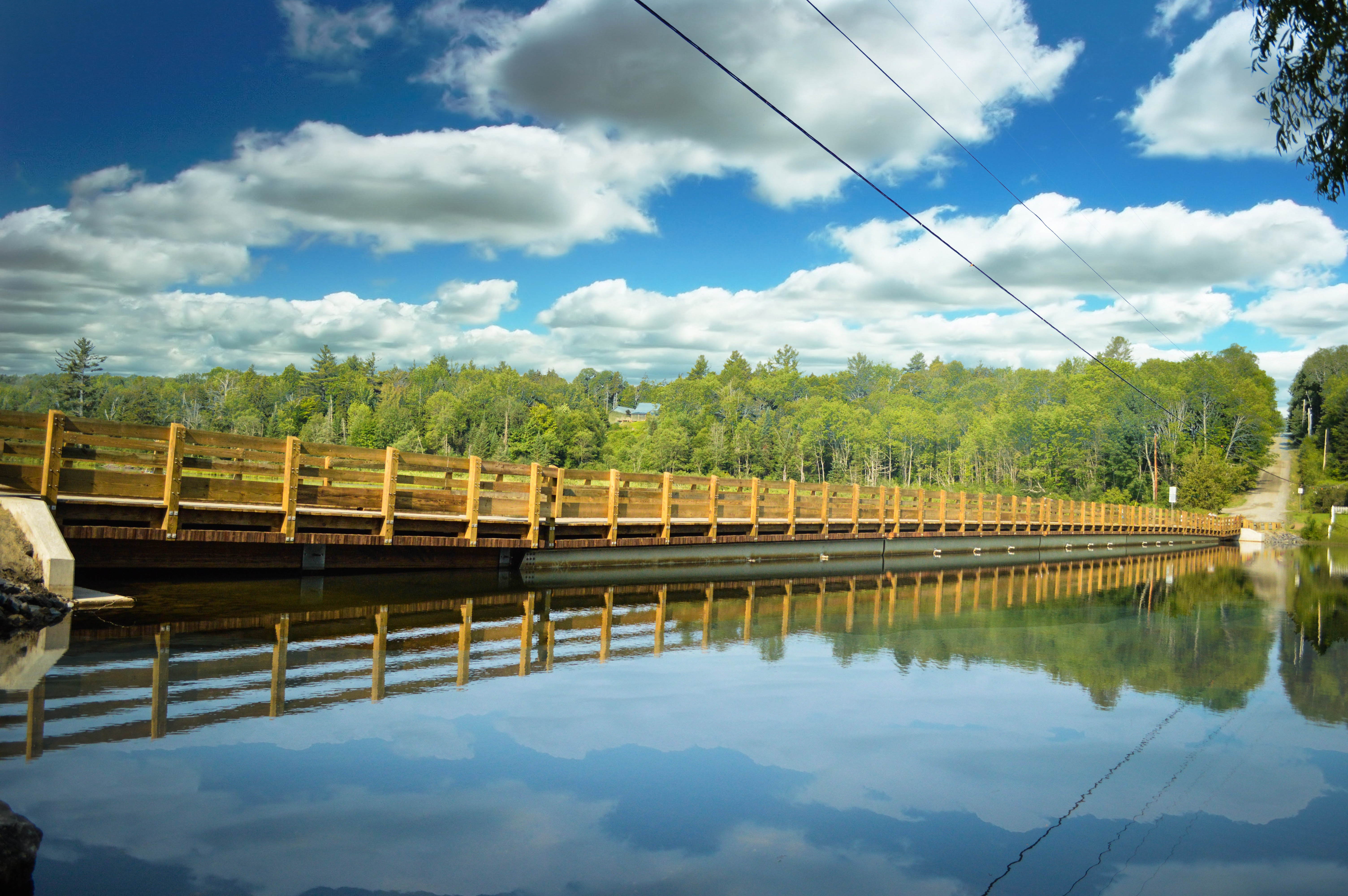
Pontonbrücke über den Sunset Lake 2015

Die Interstate 89 führt in nordsüdlicher Richtung von Berlin im Norden nach Royalton im Süden durch die Town. Westlich davon verläuft die Vermont State Route 12 und östlich die Vermont State Route 14, beide ebenfalls in nordsüdlicher Richtung. Zentral verläuft die Vermont State Route 65, sie verbindet die 12 und die 14. Den Sunset Lake quert die 65 auf einer Pontonbrücke.

### Öffentliche Einrichtungen
Es gibt kein Krankenhaus in Brookfield. Das Gifford Medical Center, welches sich in Randolph befindet, ist das nächstgelegene Krankenhaus.

### Bildung
Brookfield gehört zur Orange Southwest Supervisory Union. In Brookfield befindet sich die Brookfield Elementary School, mit Klassen von Kindergarten bis zur sechsten Schulklasse.
Die Brookfield Free Public Library ist die älteste kontinuierlich betriebene öffentliche Bücherei in Vermont.